# Afewerk Tekle
Afewerk Tekle, född 22 oktober 1932 i Ankober, Amhara, död 10 april 2012 i Addis Abeba, var en etiopisk konstnär känd för sina afrikanska och kristna motiv, samt för sitt glasmåleri.
Han har bland annat gjort ett altarkors till kapellet i Towern i London.